# Sentenac-de-Sérou
Sentenac-de-Sérou é uma comuna francesa na região administrativa de Occitânia, no departamento de Ariège. Estende-se por uma área de 13,53 km². Em 2010 a comuna tinha 54 habitantes (densidade: 4 hab./km²).